# Quin
Quin (Iers: Cuinche) is een dorp in zuidoost County Clare in Ierland.
De plaats is met name bekend door de aanwezigheid van de ruïne van Quin Abbey, een toeristische trekpleister. Dit complex is een ruïne van een franciscaner abdij uit de veertiende eeuw, gebouwd op de fundamenten van het dertiende-eeuws kasteel Quin Castle.
De Rhine, een zijrivier van de Fergus, stroomt door het dorp. Het dorp maakt deel uit van de katholieke parochie Quin

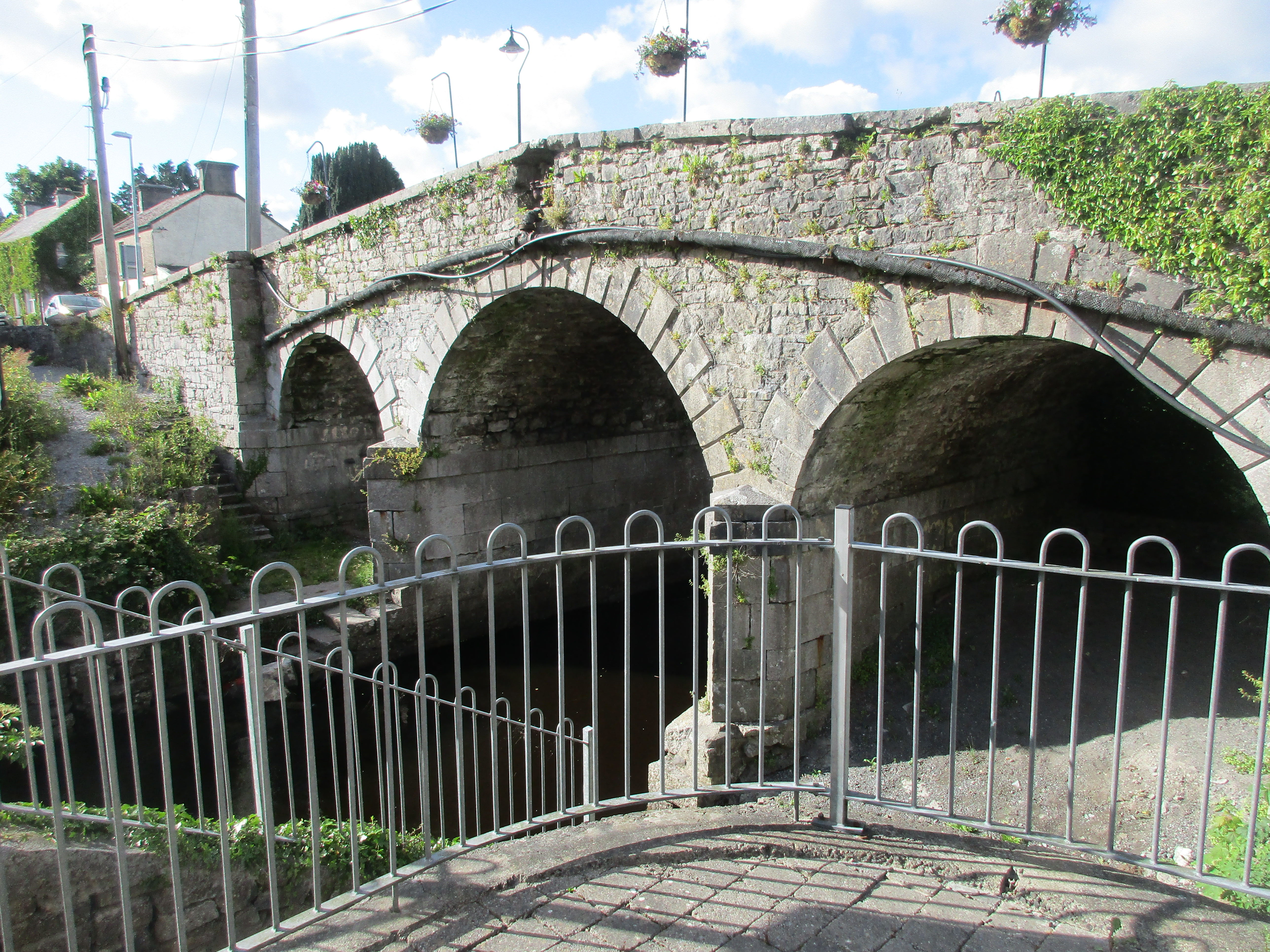
Brug over de rivier Rhine
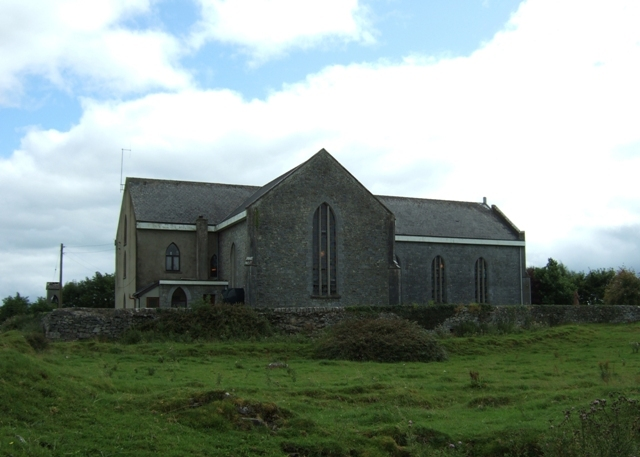
St. Mary's Church
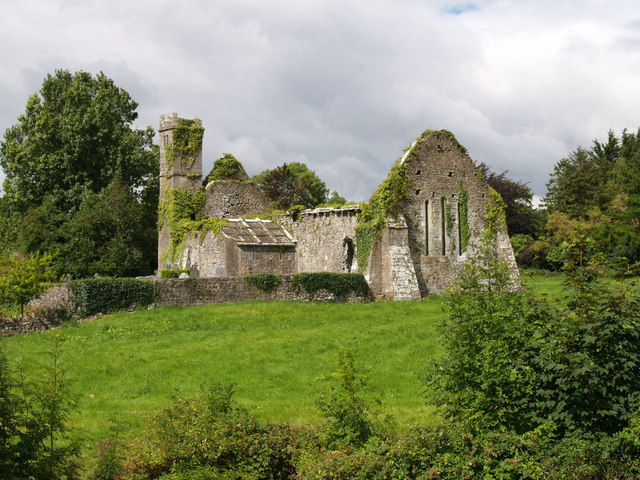
St. Finghin Church, de oude parochiekerk van Quin